# Letance
Letanc en albanais et Letance en serbe latin (en serbe cyrillique : Летанце) est une localité du Kosovo située dans la commune/municipalité de Podujevë/Podujevo, district de Pristina (Kosovo) ou district de Kosovo (Serbie). Selon le recensement kosovar de 2011, elle compte 2 080 habitants, dont 2 076 Albanais.

## Démographie

### Évolution historique de la population dans la localité
| 1948 | 1953 | 1961 | 1971 | 1981  | 1991  | 2011  |
| ---- | ---- | ---- | ---- | ----- | ----- | ----- |
| 602  | 657  | 672  | 769  | 1 044 | 1 272 | 2 080 |

|  |